# San Bernardino (Suchitepéquez)
San Bernardino – miejscowość na południowym zachodzie Gwatemali, w departamencie Suchitepéquez. Według danych szacunkowych z 2012 roku liczba mieszkańców wynosiła 9 664 osób. 
San Bernardino leży około 6 km na wschód od stolicy departamentu – miasta Mazatenango. Miejscowość leży na wysokości 383 metrów nad poziomem morza, u podnóża gór Sierra Madre de Chiapas, w odległości około 45 km od brzegu Pacyfiku.

## Gmina San Bernardino
Miejscowość jest także siedzibą władz gminy o tej samej nazwie, która jest jedną z dwudziestu gmin w departamencie. W 2013 roku gmina liczyła 19 978 mieszkańców. Gmina jak na warunki Gwatemali jest mała, a jej powierzchnia obejmuje 32 km². Jest zamieszkała głównie przez ludność posługującą się językiem kicze. Mieszkańcy gminy utrzymują się głównie z uprawy roli, rzemiosła artystycznego i turystyki ze względu na sąsiedztwo ruin z okresu prekolumbijskiego. 
Klimat gminy jest równikowy, według klasyfikacji Köppena, należy do klimatów tropikalnych monsunowych (Am), z wyraźną porą deszczową występującą od maja do października.